# Río Chuimacota
Der Río Chuimacota ist ein etwa 53 km langer linker Nebenfluss des Río Apurímac in der Provinz Huanta der Region Ayacucho in Zentral-Peru.

## Flusslauf
Das Quellgebiet des Río Chuimacota befindet sich an der Ostflanke der peruanischen Zentralkordillere auf einer Höhe von etwa 4240 m. Der Río Chuimacota bildet im Oberlauf die Grenze der Distrikte Santillana (links) und Sivia (rechts). Er fließt 5 km nach Nordwesten und wendet sich im Anschluss in Richtung Nordnordost. Zwischen den Flusskilometern 40 und 16 bildet der Fluss die Grenze zwischen den Distrikten Llochegua (links) und Sivia (rechts). Der Unterlauf liegt innerhalb des Distrikts Llochegua. Ab Flusskilometer 20 fließt der Río Chuimacota in Richtung Ostnordost. Er mündet schließlich am Nordrand der Kleinstadt Llochegua auf einer Höhe von ungefähr 500 m in den Río Apurímac. 

## Einzugsgebiet
Der Río Chuimacota entwässert ein Areal von etwa 510 km². Das Einzugsgebiet erstreckt sich über die Distrikte Santillana, Llochegua und Sivia. Es reicht im Westen bis zur teils über 4000 m hohen Wasserscheide der peruanischen Zentralkordillere. Das Einzugsgebiet des Río Chuimacota grenzt im Südosten an das des Río Acon, im Süden an das des Río Piene sowie im Südwesten, im Westen und im Norden an das des Río Mantaro.